# Агнес Антиохийска
Агнес Антиохийска (на френски: Agnès d'Antioche), също Агнес дьо Шатийон (на френски: Agnès de Châtillon; * 1153; † 1184) е антиохийска принцеса от рода Шатийон и чрез жентитба кралица на Унгария от 1172 до 1184 г.

## Произход и ранни години
Дъщеря е на княз Рено дьо Шатийон (* 1124; † 1187) и неговата първа съпруга, княгиня Констанс Антиохийска (* 1127; † 1163). Полусестра е на Мария Антиохийска (* 1145; † 1182) от първия брак на майка ѝ с Раймон дьо Поатие, която от 1161 г. е омъжена за византийския император Мануил I Комнин.
От 1170 г. Агнес расте в Константинопол, в двореца на византийския император Мануил I Комнин и Мария.

## Кралица на Унгария
През 1172 г. Агнес се омъжва за унгарския крал Бела III, който преди това е бил сгоден за Мария Комнина Порфирогенита, дъщеря на император Мануил I Комнин и Берта фон Зулцбах. В Унгария Агнес приема името Анна.
Агнес умира след петгодишен брак на 24 години, след като родила шест деца. Тя е погребана в базиликата в Секешфехервар, по-късно нейните тленни останки са преместени в църквата „Св. Матиас“ в Будапеща.
Бела III се жени през 1186 г. за Маргарита Капет (1158 – 1197), дъщеря на френския крал Луи VII.

## Деца
Агнес и Бела III имат децата:
- Имре (* 1174; † 1204), крал на Унгария
- Маргарита Унгарска (* 1175; † сл. 1223), ∞ Исак II Ангел, император на Византия
- Андраш II (* 1176; † 1235), крал на Унгария
- Шаломон (умира млад)
- Ищван (умира млад)
- Констанция Арпад (* 1180; † 1240), ∞ Пршемисъл Отокар I, крал на Бохемия

Агнес е баба на Анна-Мария (* 1204; † 1237), дъщерята на Андраш II, която се омъжва през 1221 г. за Иван Асен II, цар на България (* ок. 1181; † 24 юни, цар 1218 – 1241) и става майка на Коломан I Асен, български цар (1241 – 1246) и на Елена Асенина, омъжена за Теодор II Ласкарис, император на Никейската империя (1254 – 1259).